# Siahkal (Verwaltungsbezirk)
Siahkal (persisch شهرستان سیاهکل, DMG Schahrestān Siāhkal) ist ein Schahrestan (Verwaltungsbezirk) in der Provinz Gilan in Iran. Er enthält die Stadt Siahkal, welche die Hauptstadt des Verwaltungsbezirks ist.

## Kreis e
- Zentral (بخش مرکزی)
- Deylaman (بخش دیلمان)

## Demografie
Bei der Volkszählung 2016 betrug die Einwohnerzahl des Schahrestans 46.975. Die Alphabetisierung lag bei 81 Prozent der Bevölkerung. Knapp 46 Prozent der Bevölkerung lebten in urbanen Regionen.
| Zensusjahr | Einwohnerzahl |
| ---------- | ------------- |
| 2011       | 47.096        |
| 2016       | 46.975        |